# 回回館譯語
《回回館譯語》是一本以漢字譯音和波斯-阿拉伯字母編寫的新波斯語-漢語分類詞典，大約成書于明中期。

## 語音
從漢字譯音上看，《回回館譯語》（以下簡稱譯語）反映的波斯語語音接近於今天的平原塔吉克語，與今天的伊朗標準波斯語差別較大。

## 詞匯
譯語中的生活詞匯有不少借自突厥語族、蒙古語族和漢語族。如：
| 波斯語原文 | 拉丁轉寫               | 漢字注音  | 章節   | 古漢譯 | 涵義                 | 詞源     | 備注                  |
| ---------- | ---------------------- | --------- | ------ | ------ | -------------------- | -------- | --------------------- |
| بکه        | baka                   | 百克      | 文史門 | 墨     | 墨                   | 中古漢語 | 墨，莫北切，擬音/mʌk/ |
| بکیا       | bikiyā                 | 本音      | 衣服門 | 比甲   | 一種無繡對襟長衫     | 近代漢語 |                       |
| وانگ       | wāng                   | 本音      | 人物門 | 王     | 王（大王/國王/蘇丹） | 漢語     |                       |
| توین       | tōyin                  | 脫音      | 人物門 | 僧     | 佛僧                 | 近代漢語 | 「道人」              |
| آش         | āš                     | 阿石/阿失 | 飲食門 | 飯     | 湯/菜湯/稀粥/糨糊    | 突厥語   |                       |
| تمن        | tuman                  | 土蠻      | 數目門 | 萬     | 一萬                 | 突厥語   |                       |
| چبغان      | cibḡān 赤卜昂恩/尺卜昂 | 花木門    | 棗     | 棗     | 蒙古語               |          |                       |

同時，譯語中也保留了大量元代遺留的地名，如：
| 波斯語原文 | 拉丁轉寫 | 漢字注音 | 章節   | 古漢譯  | 涵義        | 詞源   | 備注                 |
| ---------- | -------- | -------- | ------ | ------- | ----------- | ------ | -------------------- |
| جانبالغ    | ḵānbāliḡ | 罕巴力顎 | 地理門 | 北京/京 | 北京        | 突厥語 | ḵān，王；bāliḡ，地方 |
| تاچنغوت    | tanḡūt   | 湯渥忒   | 地理門 | 河西    | 黨項/唐古特 |        |                      |

1. 1 2  此處指譯語原文的翻譯
2. 1 2  該詞經由突厥語族或蒙古語族進入回回語

## 流傳版本
较早的《四夷馆本》《回回馆译语》编于四夷馆建立之初，只包括「杂字」，所以又称为「永乐本系统《回回馆杂字》」。我国北京图书馆藏本《回回馆杂字》和《回回馆译语》都属于「永乐本」系统。这种版本共收回回语语汇777条。
较晚的「四夷馆本」《回回馆译语》不但对「杂字」部分作了增补，还增编了「来文」部分。这种类型的「四夷馆本」，据笔者所知，我国图书馆中目前缺藏。这种版本「增补」的「杂字」部分所收词汇，据笔者查核，确认多半系从「来文」中收检而出，共收波斯语语汇233条。这样原有的「杂字」与增续的「杂字」合计共收波斯语语汇1010条。
「会同馆本」《回回馆译语》只有「杂字」部分，没有「来文」部分。其「杂字」只有「正文」部分，没有「增续杂字」。这种版本的「杂字」&共收波斯语语汇674条，其中与「四夷馆本」相同的有371条，另外303条语汇不见于「四夷馆本」。剔除两种版本的重复部分，「四夷馆本」与「会同馆本」合计共收波斯语语汇1313条。

## 外部鏈接
- 中國回回波斯語 （页面存档备份，存于）民間整理制作的回回語檢索引擎
- 華夷譯語(五) - 回回館《回回館雜字》（波斯語）天文門。
- 華夷譯語(六) - 回回館《回回館雜字》（波斯語）天文門和地理門。